# Aptesis nigrocincta
Aptesis nigrocincta là một loài tò vò trong họ Ichneumonidae.